# 대한민국 헌법 제4장
대한민국 헌법 제4장 정부는 대한민국 헌법의 정부에 관한 부분이다.

## 구성
- 제1절 대통령
  - 제66조 대통령의 지위, 책무, 행정권
  - 제67조 대통령의 선출
  - 제68조 대통령의 임기 만료 및 후임자 선거
  - 제69조 대통령의 취임 선서
  - 제70조 대통령의 임기
  - 제71조 대통령의 권한대행
  - 제72조 대통령의 중요정책의 국민투표
  - 제73조 대통령의 외교권
  - 제74조 대통령의 국군통수권
  - 제75조 대통령의 법률집행을 위한 대통령령 발표
  - 제76조 대통령의 국가 위기시 명령
  - 제77조 대통령의 국가 비상사태시 계엄령 선포
  - 제78조 대통령의 공무원 임면
  - 제79조 대통령의 사면·복권·감형 명령
  - 제80조 대통령의 훈장 및 기타 영전 수여
  - 제81조 대통령의 국회출석 및 발언, 서한 전달권
  - 제82조 대통령의 국법상 행위의 방식
  - 제83조 대통령직 외 겸직 불가
  - 제84조 대통령의 재직중 형사상 소추 제외
  - 제85조 전직 대통령의 신분과 예우

- 제2절 행정부
  - 제1관 국무총리와 국무위원
    - 제86조 국무총리의 임명과 임무
    - 제87조 국무위원

  - 제2관 국무회의
    - 제88조
    - 제89조
    - 제90조
    - 제91조
    - 제92조
    - 제93조

  - 제3관 행정각부
    - 제94조
    - 제95조
    - 제96조

  - 제4관 감사원
    - 제97조
    - 제98조
    - 제99조
    - 제100조

## 같이 보기
- 대한민국의 헌법
- 대한민국 정부